# Till-Holger Borchert
Till-Holger Borchert (* 4. Januar 1967 in Hamburg) ist ein deutscher Kunsthistoriker.

## Leben
Borchert studierte Kunstgeschichte, Neuere Deutsche Literatur und Musikwissenschaft an der Universität Bonn und 1994 als Stipendiat der Samuel H. Kress Foundation an der Indiana University in Bloomington. In seiner Abschlussarbeit widmete sich Borchert dem Frühwerk des Malers Hans Memling. Sein Forschungsgebiet ist die niederländische Malerei des 14. bis 16. Jahrhunderts sowie nordeuropäische Kunst des Spätmittelalters und der Frühneuzeit.
Von 2003 bis 2014 leitete er als Kurator das Groeningemuseum und Van Arentshuis in Brügge, zwischen Dezember 2014 und April 2022 nahm er als Allgemeiner Direktor die Gesamtleitung des Musea Brugge wahr. Nachdem er 2021 die Weichen in Brügge für eine neue Ausstellungshalle stellen konnte, wechselte er im April 2022 als Direktor des Suermondt-Ludwig-Museums nach Aachen.

## Ausstellungen (Auswahl)
Nach Mitarbeit an Ausstellungen u. a. zu Hans Memling am Pariser Louvre (1995), zur Brügger Renaissance im Sint Janshospitaal, sowie zu Tilman Riemenschneider im New Yorker Metropolitan Museum of Art und der National Gallery of Art in Washington DC (2000) kuratierte er 2002 im Rahmenprogramm der europäische Kulturhauptstadt Brügge die Blockbuster-Ausstellung Jan van Eyck, the Flemish Primitives and the South 1430–1530, in der es um Wechselwirkungen zwischen altniederländischer Malerei und der Kunst im Süden Europas ging. Seine Ausstellung zu Memlings Bildnissen war 2005 in Madrider Museo Thyssen-Bornemisza, im Brügger Groeningemuseum sowie in der New Yorker Frick Collection zu sehen; im selben Jahr war er am Brüsseler BOZAR federführend an einer Ausstellung zur Geschichte der öffentlichen Kunstsammlungen in Flandern beteiligt. 2009 war er einer der Kuratoren einer Ausstellung über Karl den Kühnen, die außer in Brügge im Historischen Museum Bern sowie dem Kunsthistorischen Museum in Wien zu sehen war und kuratierte die Ausstellung Jan van Eyck: Grisaillas am Museo Thyssen-Bornemisza in Madrid. 2010 organisierte er im Brügger Groeningemuseum die Ausstellung Von Van Eyck bis Dürer, in der die Wirkung der Altniederländer auf die Kunst in Zentralmitteleuropa zwischen 1430 und 1530 thematisiert wurde. 2014 kuratierte er die erste Ausstellung über Hans Memling außerhalb von Brügge, die im Quirinalspalast in Rom zu sehen war. Von 2015 bis 2021 war er einer der Kuratoren der Triënnale Brügge, bei der zeitgenössische Künstler und Architekten Werke in der historischen Innenstadt von Brügge zeigen. Als Direktor der Brügger Museen war verantwortlich für Ausstellung zum Colard Mansion und dem Beginn des Buchdrucks in den Niederlanden (2017), William Kentridge (2018) und Memling Now (2020/21), in der zeitgenössische Künstler wie Kehinde Wiley, Joseph Kosuth und David Claerbout sich von den Gemälden Memlings inspirieren ließen.

## Lehrtätigkeit und Mitgliedschaften
Am Institut für Kunstgeschichte der RWTH Aachen war Borchert zwischen 2000 und 2002 als Lehrbeauftragter tätig, nahm 2007/08 als Dorothy Kaiser Hohenberg Chair eine Gastprofessur für Kunstgeschichte an der University of Memphis in Tennessee wahr und unterrichtete 2016 Kunstgeschichte am Middlebury College in Vermont. Von 2004 bis 2014 war er der erste Vorsitzende des flämischen Topstukkenraad, der die flämische Regierung in Sachen Kulturgutschutz berät. 2014 wurde er ausländisches assoziiertes Mitglied der Belgischen Academie Royal d'Archéologie/Koninklijke Academie voor Oudheidkunde und 2024 zum ordentlichen Mitglied der Klasse der Künste der Königlich Flämischen Akademie von Belgien für Wissenschaften und Künste gewählt.

## Veröffentlichungen (Auswahl)
- Jan van Eyck und seine Zeit. Flämische Meister und der Süden 1430–1530. Ausstellungskatalog. Belser Verlag, Stuttgart 2002.
- (Hrsg.): Memling's Portraits. Thames & Hudson London, 2005.
- Jan Van Eyck. Taschen, Köln 2008.
- (Hrsg.): Splendour of the Burgundian Court. Charles the Bold (1433–1477). Cornell University Press, 2009.
- Van Eyck to Dürer. The Influence of Early Netherlandish Painting on European Art, 1430–1530. Thames & Hudson London, 2011.
- mit Joshua P. Waterman: Das Wunderzeichenbuch/The Book of Miracles/Le Livre des Miracles. Taschen, Köln 2013, ISBN 978-3-836542852.
- Meisterwerk. Altniederländische Malerei aus nächster Nähe. Prestel, München 2014.
- Hieronymus Bosch. Meisterwerke im Detail. Verlag Bernd Detsch, Köln 2016.
- (Mithrsg.): Van Eyck. Eine optische Revolution. Belser Verlag, Stuttgart 2020.
- Dürer. Meisterwerke im Detail. Verlag Bernd Detsch, Köln 2020.